# Damnation Plan
Damnation Plan ist eine finnische Melodic-Death-Metal-Band aus Espoo, die im Jahr 2004 gegründet wurde.

## Geschichte
Die Band wurde im Jahr 2004 von Schlagzeuger Jarkko Lunnas und Gitarrist Kalle Niininen gegründet. Kurze Zeit später kamen Bassist Tony Thamm und Sänger Sami Honkonen zur Besetzung. Ihre erste EP namens Darker World wurde selbst produziert und erschien im Jahr 2007 in Eigenveröffentlichung. Nach etwa ein Dutzend Auftritten in der Gegend um Helsinki, kam Antti Lauri als weiterer Gitarrist zur Besetzung. Daraufhin arbeitete die Band an neuen Liedern, während Bassist Thamm und Sänger Honkonen die Band wieder verließen. Im Jahr 2011 war der Schreibprozess zum Album The Wakening beendet, sodass die Aufnahmen begannen. Der gutturale Gesang wurde hierbei von Tommy Tuovinen übernommen, während Asim Searah für den Klargesang eingesetzt wurde. Als weitere neue Mitglieder waren zudem Bassist Jukka Vehkamaa und Keyboarder Jussi Kulomaa in der Band vertreten. Das Album wurde von Dan Swanö im Unisound Studio abgemischt. Das Album erschien im März 2013 bei Coroner Records.

## Stil
Die Band erhielt für ihr Debüt teils gute und teils schlechte Kritiken. So würden die Lieder schon fast Richtung Metalcore schielen und es könne das „aggressionsarme Grundgerüst kaum noch als Melodic Death Metal bezeichnet werden“. Der Klargesang sei „farblos“ und „auf dem Niveau einer schwerlich mittelprächtigen südeuropäischen Power-Metal-Kapelle“, während der gutturale Gesang als „lasches Gekeife“ bezeichnet wird. Andererseits wird die Kombination von klarem und gutturalem Gesang als positiv hervorgehoben; in diesem Zusammenhang werden Vergleiche mit Scar Symmetry gezogen. Auch das Spiel des Schlagzeugs wird als positiv bewertet, wobei der Einsatz von Doublebass charakteristisch ist. Lieder wie Blindsighted erinnern zudem an neuere Werke von Soilwork.

## Diskografie
- 2007: Darker World (EP, Eigenveröffentlichung)
- 2013: The Wakening (Album, Coroner Records / Soulfood[4] (Vertrieb))